# 177年
| 千纪： | 1千纪                                                                                           |
| 世纪： | 1世纪 \| 2世纪 \| 3世纪                                                                         |
| 年代： | 140年代 \| 150年代 \| 160年代 \| 170年代 \| 180年代 \| 190年代 \| 200年代                       |
| 年份： | 172年 \| 173年 \| 174年 \| 175年 \| 176年 \| 177年 \| 178年 \| 179年 \| 180年 \| 181年 \| 182年 |
| 纪年： | 丁巳年（蛇年）；东汉熹平六年                                                                    |

## 大事记
- 漢朝遣夏育出高柳（今山西陽高），田晏出雲中，臧旻率南匈奴單于出雁門，結果漢軍慘敗，死者十之七八。

## 各国领袖

### 非洲
- 库施
  - 国王：Aritenyesbokhe（175年－190年）

### 亚洲
- 中国
  - 东汉：
    - 皇帝：汉灵帝刘宏（168年－189年）
- 朝鲜
  - 百济：
    - 国王：肖古王（166年－214年）

  - 高句丽：
    - 国王：新大王（165年－179年）

  - 新罗：
    - 国王：阿达罗尼师今（154年－184年）

### 欧洲
- 高加索伊比里亚
  - 国王：法斯曼三世（145年－185年）
- 罗马帝国
  - 皇帝（两帝共治）：
    - 马可·奥勒留（161年－180年）
    - 康茂德（177年－192年）

### 中东
- 奥斯若恩
  - 国王：
    1. Abgar VIII（167年－177年）
    2. Abgar IX（177年－212年）
- 安息
  - 国王：沃洛吉斯四世（147年－191年）

## 出生
- 蔡琰